# Nélson Oliveira (wielrenner)
Nélson Filipe Santos Simões Oliveira (Vilarinho do Bairro, 6 maart 1989) is een Portugees wielrenner die sinds 2016 rijdt voor Movistar Team.

## Carrière
Hij werd in 2004 Portugees kampioen tijdrijden bij de nieuwelingen en tweede  in de wegwedstrijd. Twee jaar later werd hij wederom nationaal kampioen tijdrijden, ditmaal bij de junioren en vervolgens in 2009 en 2010 bij de beloften.
In 2016 nam Oliveira deel aan de wegwedstrijd op de Olympische Spelen in Rio de Janeiro, maar reed deze niet uit. Vier dagen later werd hij zevende in de tijdrit.
In juni 2017 maakte Oliveira deel uit van de vijfkoppige selectie die, dankzij Carlos Betancur, de klimkoers van de eertse Hammer Series wist te winnen.

## Belangrijkste overwinningen
2004
 Portugees kampioen tijdrijden, Nieuwelingen
2006
 Portugees kampioen tijdrijden, Junioren
2008
 Portugees kampioen tijdrijden, Beloften
2009
 Portugees kampioen tijdrijden, Beloften
6e etappe Ronde van Madeira
2010
 Portugees kampioen tijdrijden, Beloften
2011
 Portugees kampioen tijdrijden, Elite
2012
Bergklassement Ster ZLM Toer
2014
 Portugees kampioen tijdrijden, Elite
 Portugees kampioen op de weg, Elite
2015
 Portugees kampioen tijdrijden, Elite
13e etappe Ronde van Spanje
2016
 Portugees kampioen tijdrijden, Elite
2017
1e etappe Hammer Sportzone Limburg

## Resultaten in voornaamste wedstrijden
| Jaar | Ronde van Italië | Ronde van Frankrijk | Ronde van Spanje |
| ---- | ---------------- | ------------------- | ---------------- |
| 2011 |                  |                     | 118e             |
| 2012 | 64e              |                     |                  |
| 2013 | 81e              |                     |                  |
| 2014 |                  | 87e                 |                  |
| 2015 |                  | 47e                 | 21e (1)          |
| 2016 |                  | 80e                 |                  |
| 2017 |                  |                     | 47e              |
| 2018 |                  |                     | 71e              |
| 2019 |                  | 79e                 | 46e              |
| 2020 |                  | 55e                 | 39e              |
| 2021 | 27e              |                     | 72e              |
| 2022 |                  | 52e                 | 37e              |
| 2023 |                  | 53e                 | 53e              |
| 2024 |                  | 51e                 | 73e              |
| 2025 |                  | 74e                 |                  |

| Jaar | Milaan-San Remo | Ronde van Vlaanderen | Parijs-Roubaix | Amstel Gold Race | Luik-Bast.‑Luik | Ronde van Lombardije | Clásica San Sebastián | Waalse Pijl |  | WK op de weg |  | Wereldranglijsten |
| ---- | --------------- | -------------------- | -------------- | ---------------- | --------------- | -------------------- | --------------------- | ----------- |  | ------------ |  | ----------------- |
| 2011 |                 |                      | opgave         |                  | opgave          | opgave               |                       | opgave      |  | 122e         |  | 219e (UWT)        |
| 2012 |                 |                      |                |                  |                 |                      |                       |             |  |              |  |                   |
| 2013 |                 |                      |                |                  |                 | opgave               |                       |             |  |              |  |                   |
| 2014 |                 |                      |                | opgave           | opgave          | opgave               | 30e                   | opgave      |  | 67e          |  |                   |
| 2015 |                 | 20e                  | 61e            |                  |                 |                      | 12e                   |             |  | 16e          |  | 116e (UWT)        |
| 2016 |                 | opgave               | opgave         |                  |                 |                      |                       |             |  | opgave       |  | 183e (UWT)        |
| 2017 |                 | 18e                  | opgave         |                  |                 |                      |                       |             |  | 55e          |  | 239e (UWT)        |
| 2018 |                 | 62e                  | opgave         |                  |                 | 42e                  | 73e                   |             |  | 39e          |  |                   |
| 2019 |                 | 45e                  |                |                  |                 |                      |                       |             |  | opgave       |  |                   |
| 2020 |                 |                      |                |                  |                 |                      |                       |             |  | 38e          |  |                   |
| 2021 | 85e             |                      |                |                  |                 | 16e                  |                       |             |  | 55e          |  |                   |
| 2022 |                 |                      |                |                  |                 |                      |                       |             |  | 44e          |  |                   |
| 2023 |                 |                      |                |                  |                 |                      |                       |             |  | 46e          |  |                   |
| 2024 |                 |                      |                |                  |                 |                      |                       |             |  | 55e          |  |                   |
| 2025 |                 |                      |                | opgave           | 54e             |                      |                       | 53e         |  |              |  |                   |

## Ploegen
- 2010 –  Xacobeo Galicia
- 2011 –  Team RadioShack
- 2012 –  RadioShack-Nissan-Trek
- 2013 –  RadioShack Leopard
- 2014 –  Lampre-Merida
- 2015 –  Lampre-Merida
- 2016 –  Movistar Team
- 2017 –  Movistar Team
- 2018 –  Movistar Team
- 2019 –  Movistar Team
- 2020 –  Movistar Team
- 2021 –  Movistar Team
- 2022 –  Movistar Team
- 2023 –  Movistar Team
- 2024 –  Movistar Team
- 2025 –  Movistar Team

Armstrong (tot 16/02) ·
Beppu ·
Bewley ·
Brajkovič ·
Busche ·
Cardoso ·
Deignan ·
Hermans ·
Horner ·
Hunter ·
Irizar ·
King ·
Klöden ·
Kwiatkowski ·
Leipheimer ·
Lequatre ·
Machado · 
McCartney ·
McEwen ·
Moeravjov ·
Oliveira ·
Paulinho ·
Popovytsj ·
Rast ·
Rosseler ·
Rovny ·
Selander ·
Sergent ·
Zubeldia ·
Bennett (stagiair) ·
Parker (stagiair) ·
Sjaloenov (stagiair) 
Bakelants ·
Bennati ·
Bennett ·
Busche ·
Cancellara   ·
Didier ·
Fuglsang ·
Gallopin ·
Gerdemann ·
Hermans ·
Horner ·
Irizar ·
King ·
Klöden ·
Machado ·
Monfort ·
Nizzolo ·
Oliveira ·
Popovytsj ·
Posthuma ·
Rast ·
Rohregger · 
Roulston ·
A. Schleck ·
F. Schleck ·
Sergent ·
Voigt ·
Wagner ·
Zaugg ·
Zubeldia
Bakelants ·
Bennett ·
Busche ·
Cancellara ·
Devolder ·
Didier ·
Gallopin ·
Hermans ·
Hondo ·
Horner ·
Irizar ·
Jungels ·
King ·
Kišerlovski ·
Klöden ·
Machado ·
Monfort ·
Nizzolo ·
Oliveira ·
Popovytsj ·
Rast ·
Rohregger · 
Roulston ·
A. Schleck ·
F. Schleck ·
Sergent ·
Voigt ·
Zubeldia
Anacona · Bonifazio · Bono · Cattaneo · Cimolai · Conti · Costa  · Cunego · Dodi · Đurasek · Favilli · Ferrari · Horner · Modolo · Mori · Niemiec · Oliviera · Palini · Polanc · Pozzato · Richeze · Serpa · Ulissi · Valls · Wackermann · Xu · Kasjavy (stagiair) · Vaccher (stagiair)
Bonifazio · Bono · Cattaneo · Cimolai · Conti · M. Costa · R. Costa · Đurasek · Feng · Ferrari · Grmay · Kasjavy · Modolo · Mori · Niemiec · Oliviera · Pibernik · Plaza · Polanc · Pozzato · Richeze · Serpa · Ulissi · Valls · Xu · Ganna (stagiair) · Pacioni (stagiair) · Ravasi (stagiair)
Amador · Anacona · Arcas · Betancur · Castroviejo   · Dowsett · Erviti · Fernández · Jesús Herrada · José Herrada · G. Izagirre · J. Izagirre · Lobato · Malori · D. Moreno · J. Moreno · Oliveira · Pedrero · D. Quintana · N. Quintana · Rojas · Soler · Sutherland · Sütterlin · Valverde · Ventoso · Visconti  · Carapaz (stagiair)
Amador · Anacona · Arcas · Barbero · Bennati · Betancur · Bico · Carapaz · Carretero · Castroviejo   · de la Parte · Dowsett · Erviti · Fernández · Jesús Herrada · José Herrada · Izagirre · Malori · Moreno · Oliveira · Pedrero · D. Quintana · N. Quintana · Rojas · Soler · Sutherland · Sütterlin · Valverde
Amador · Anacona · Arcas · Barbero · Bennati · Betancur · Bico · Carapaz · Carretero · Castrillo · de la Parte · Erviti · Fernández · Landa · Oliveira · Pedrero · D. Quintana · N. Quintana · Rojas · Rosón · Sepúlveda · Soler · Sütterlin · Valls · Valverde 
Amador · Anacona · Arcas · Barbero · Bennati · Betancur · Carapaz · Carretero · Castrillo · Erviti · Fernández · Landa · Mas · Oliveira · Pedrero · Prades · Quintana · Roelandts · Rojas · Rosón · Sepúlveda · Soler · Sütterlin · Valls · 
Valverde  · Verona
Alba · Arcas · Betancur (tot 31/08) · Carretero · Cataldo · Cullaigh · Elosegui · Erviti · Hollmann · Jacobs · Jorgenson · E. Mas · L. Mas · Mora · Norsgaard · Oliveira · Pedrero · Prades · Roelandts · Rojas · Rubio · Samitier · Sepúlveda · Soler · Torres · Valverde · Verona · Villella
Alba · Arcas · Carretero · Cataldo · Cullaigh · Elosegui · Erviti · García · González ·  Hollmann · Jacobs · Jorgenson · López (tot 1/10) · E. Mas · L. Mas · Mora · Mühlberger · Norsgaard · Oliveira · Pedrero · Rojas · Rubio · Samitier · Serrano · Soler · Torres · Valverde · Verona · Villella
Aranburu · Arcas · Barta · Elosegui · Erviti · García · González · Hollmann · Izagirre · Jacobs · Jorgenson · Kanter · Lazkano · E. Mas · L. Mas · Mühlberger · Norsgaard · Oliveira · Pedrero · Rangel Costa · Rodríguez · Rojas · Rubio · Samitier · Serrano · Sosa · Torres · Valverde · Verona
Aranburu · Arcas · Barta · Erviti · García · Gaviria · González · Guerreiro · Hollmann · Izagirre · Jacobs · Jorgenson · Kanter · Lazkano · E. Mas · L. Mas · Mühlberger · Norsgaard · Oliveira · Pedrero · Rangel Costa · Rodríguez · Rojas · Romeo · Rubio · Samitier · Serrano · Sosa · Torres · Verona
Aranburu · Arcas · Barrenetxea · Barta · Canal · Cavagna · Cimolai · Formolo · García · Gaviria · Guerreiro · Jacobs · Lazkano · Mas · Milesi · Moro · Mühlberger · Norsgaard · Oliveira · Pedrero · Quintana · Rangel Costa (tot 19/8) · Romeo · Romo · Rubio · Samitier · Serrano · Sosa · Torres